# Єф ван Білсен
Антон Арнольд Йозеф «Єф» ван Білсен (нід. Anton Arnold Jozef "Jef" Van Bilsen; 13 червня 1913, Діст – 22 липня 1996, Крайнем), зазвичай цитується як A. A. J. Van Bilsen у своїх академічних публікаціях був бельгійським професором, який у грудні 1955 запропонував 30-річний план (відомий як «План ван Білсена») створення самодостатньої незалежної держави з Бельгійського Конго.
До Другої світової війни ван Білсен був активним членом ультраправої партії Вердінасо, а в 1942 став членом Бельгійського руху Опору. Після війни він подорожував колоніальною Африкою.
Ван Білсен найбільш відомий розробкою плану довгострокової незалежності Бельгійського Конго в 1950-х. Графік, викладений у грудні 1955 та опублікований у брошурі під назвою Un Plan de Trente Ans pour l'émancipation politique de l'Afrique Belge (Тридцятирічний план політичного визволення Бельгійської Африки; 1955–56), передбачав поступові зміни протягом 30 років, час, який, за його оцінками, знадобиться для створення освіченої еліти для управління новим Конго. Його план так і не був реалізований після того, як конголезькі націоналісти вимагали негайної незалежності, особливо після заворушень у Леопольдвілі 1959, що призвело до періоду тривалого політичного хаосу, відомого як Конголезька криза, та остаточного захоплення влади Жозефом-Дезіре Мобуту в 1965.
Ван Білсен викладав у Католицькому університеті Левена та Гентському університеті.